# Janina Hartwig
Janina Hartwig (n. 8 iunie 1961, Berlin, RDG) este o actriță germană, care deja din grădiniță a jucat în piese de teatru. Janina Hartwig este căsătorită, iar din 1990 trăiește la München.

## Filmografie
- 1978: Disko mit Einlage (tv)
- 1978: Jugendweihe (tv)
- 1979: Walzerbahn (serial tv Polizeiruf 110)
- 1980: Der Direktor (serial tv)
- 1980: Gevatter Tod (tv)
- 1982: Wilhelm Meisters theatralische Sendung (serial tv)
- 1982: Benno macht Geschichten (tv)
- 1986: Ernst Thälmann (tv)
- 1986: Der Bärenhäuter
- 1986: Die Weihnachtsklempner (tv)
- 1986: Die Kette (serial tv Der Staatsanwalt hat das Wort)
- 1987: Unheil aus der Flasche (serial tv Polizeiruf 110)
- 1987: François Villon – Poetul vagabond
- 1988: Froschkönig
- 1989: Die gläserne Fackel (serial tv)
- 1990: Albert Einstein (tv)
- 1990: Tödliche Träume (serial tv Polizeiruf 110)
- 1991: Todesfall im Park (serial tv Polizeiruf 110)
- 1991: Mit dem Anruf kommt der Tod (serial tv Polizeiruf 110)
- 1993: Ein Sommernachtstraum (serial tv Tatort)
- 1993: Rache (serial tv Ein Fall für zwei)
- 1994: Herz aus Gold (serial tv Der König)
- 1995–99: Aus heiterem Himmel (serial tv)
- 1996: Aida (serial tv Tatort)
- 1996: Wintergäste (serial tv Wildbach)
- 1997: Corinna Pabst - Fünf Kinder brauchen eine Mutter (tv)
- 1997: Frauenarzt Dr. Markus Merthin (serial tv)
- 1997–2005: Der Bergdoktor (serial tv)
- 1998: Vater wider Willen (serial tv)
- 2001: Mann auf Rezept (serial tv Der Landarzt)
- 2000–2003: Bei aller Liebe (serial tv)
- 2002: Entscheidung auf Mauritius (tv)
- 2003: Geheimnisvolles Wiedersehen (serial tv Dr. Sommerfeld – Neues vom Bülowbogen)
- 2003: Alleinsein ist schön (serial tv Edel & Starck
- 2005: Stimme des Herzens (serial tv Hallo Robbie!)
- 2005: Liebe hat Vorfahrt (tv)
- 2005: Tiefer Fall (serial tv Tatort)
- 2006: Das harte Herz (serial tv Familie Dr. Kleist)
- 2006: Kein Sterbenswörtchen (serial tv Pfarrer Braun)
- 2006–?: Um Himmels Willen (serial tv)
- 2009: Ein Strauß voll Glück (tv)